# Raivo Piirsalu

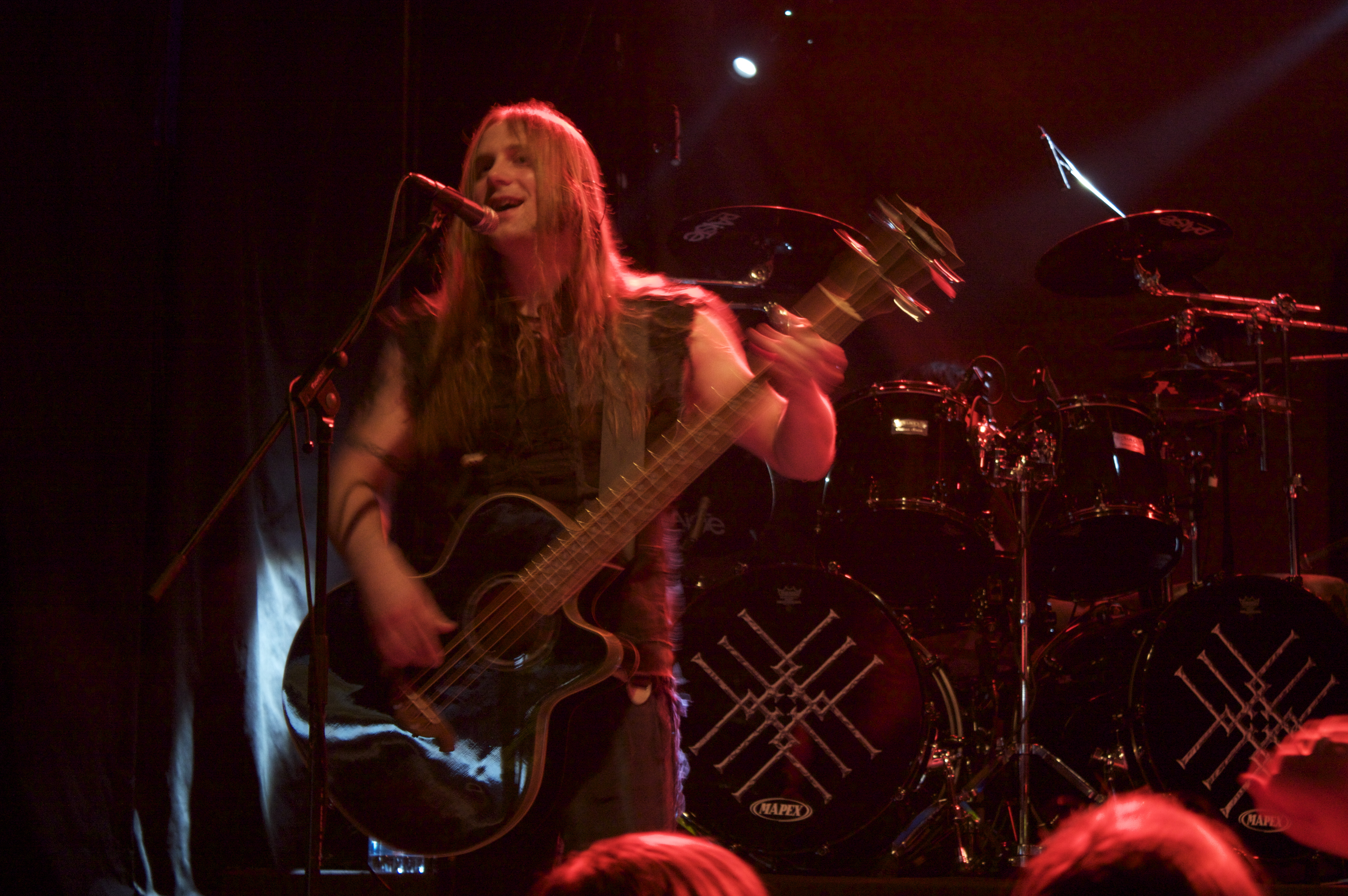
Raivo Piirsalu med akustisk bas 2010

Raivo "KuriRaivo" Piirsalu, är en estninsk basist, sångare och kompositör i bandet Metsatöll sedan 2001. Piirsalu började sin musikkarriär som basist i doom metal-bandet Dawn of Gehenna där han spelade 1993-2004. Dawn of Gehenna släppte en demokassett kallad The Old 1994 innan gruppen lades på is i slutet av 90-talet. Bandet återuppstod 2003 och var förband åt Nightwish på en spelning i Tallinn som inledde det finska bandets Estland-turné 2004.
Piirsalu värvades 2001 till folk metal-bandet Metsatöll där han under pseudonymen "KuriRaivo" spelar elbas och kontrabas samt bidrar med bakgrundssång. Han skriver även bandets text och musik tillsammans med övriga medlemmar. Med Metsatöll har "KuriRaivo" spelat in sex fullängdsalbum och ett antal EP, livealbum och split-/samlingsalbum. Senaste släppet är samlingsalbumet Vana Jutuvestja Laulud som gavs ut 2016 på Spinefarm.
Från 2004 spelade Piirsalu, under pseudonymen "KuriR", även bas i progressiv/melodisk death metal-bandet Human Ground tillsammans med bland andra den senare Metsatöll-trummisen Marko Atso. Human Ground släppte 2004 en trespårs demo kallad Carrier Of The Remains och gav ut det självbetitlade debutalbumet i maj 2005 på Nailboard Records. Bandet har sedan 2010 lagts på is.

## Diskografi

### Med Dawn of Gehenna
- The Old (demo) - 1994

### Med Metsatöll
Singlar
- "Hundi loomine" singel - (2002)
- "Ussisõnad"  singel - (2004)
- "Veelind" singel - (2008)
- "Merehunt" singel - (2008)
- "Vaid vaprust" singel - (2010)
- "Küü" singel - (2011)
- "Kivine maa" singel - (2011)
- "Lööme mesti" singel - (2013)
- "Tõrrede kõhtudes" singel - (2014)
- "Külmking" singel - (2014)
- "Vimm" singel - (2016)

Studioalbum
- Hiiekoda - (2004)
- Terast Mis Hangund Me Hinge 10218 - (2005)
- Iivakivi - (2008)
- Äio - (2010)
- Ulg - (2011)
- Karjajuht - (2014)

Split, samarbeten
- Mahtra Sõda Metsatöll/Tsõdsõpujaleelo - (2005)
- ...Suured koerad, väiksed koerad ... Metsatöll/Kukerpillid - (2008)

EP
- "Sutekskäija" EP - (2006)
- "Pummelung" EP - (2015)

Samlingsalbum
- Vana Jutuvestja Laulud - (2016)

### Med Human Ground
- Carrier Of The Remains (demo) - 2004
- Human Ground (studioalbum) - 2005